# Ashtone Morgan
Ashtone Wayne Henry Morgan (* 9. Februar 1991 in Toronto, Ontario) ist ein ehemaliger kanadischer Nationalspieler.

## Karriere

### Jugend
Morgan besuchte die Northern Secondary School in Toronto und spielte für die U-13 Mannschaft von Toronto Lynx in der USL Premier Development League. Mit der Jugendmannschaft besuchte er mehrmals England, um gegen andere Jugendmannschaften zu spielen.
Im Alter von 16 Jahren wechselte er an die TFC Academy, dem Jugend- und Entwicklungsprogramm des FC Toronto. Hier spielte er mit der Academy Mannschaft in der Canadian Soccer League.

### FC Toronto
Von der TFC Academy wechselte er am 17. März 2011 in die erste Mannschaft des Toronto FC. Vorher stand er bereits in CONCACAF Champions-League-Spielen auf dem Platz und besuchte mit der ersten Mannschaft Anfang Januar 2015 ein Trainingslager. Sein MLS-Debüt gab er am 26. März 2011 im Spiel gegen die Portland Timbers. In der Schlussphase der Saison 2011 konnte sich Morgan immer mehr als Stammspieler etablieren. 2012 war er fest auf der linken Abwehrseite der Mannschaft etabliert. Insgesamt stand er hier wettbewerbsübergreifend 44-mal auf dem Platz.
Zur Saison 2014 verpflichtet Toronto Justin Morrow, somit kam Morgan immer weniger zum Einsatz. Spielte er 2013 noch 22-mal in der Major League Soccer, waren es 2014 nur noch 3-mal.
Anfang 2015 wurde er an den Toronto FC II verliehen, um in der Reservemannschaft Spielpraxis zu sammeln. Sein erstes Spiel in der United Soccer League absolvierte er am 21. März 2015. Aufgrund von Verletzungen mehrerer Spieler der ersten Mannschaft wurde Morgan anschließend wieder zurückbeordert. Am 2. Mai absolvierte er wettbewerbsübergreifend sein 100. Spiel für den Toronto FC. Er ist damit der erste Spieler in der Geschichte des Franchises, der dies erreicht hat. 2017 gewann er mit dem Team den MLS Cup. Ende 2019 verließ er den Verein.

### Ausklang der Karriere
2020 wechselte er zu Real Salt Lake. Nach eine Leihe zu Real Monarchs schloss er sich 2022 Forge FC an, mit denen er 2× kanadischer Meister wurde.

### Nationalmannschaft
International wurde er bereits 2007 im kanadischen U-16-Team eingesetzt und 2010 in der U-20-Mannschaft. Im Herbst 2010 spielte er erstmals in der kanadischen Nationalmannschaft in zwei FIFA-WM-Qualifikationsspielen gegen Saint Luca und Puerto Rico. Im Juni 2013 wurde er in die kanadische Mannschaft für den CONCACAF Gold Cup 2013 berufen. Zwei Jahre später war er auch im Kader für den CONCACAF Gold Cup 2015.

## Erfolge
- MLS Cup: 2017
- kanadischer Meister: 2022, 2023
- kanadischer Cupsieger: 2012, 2016, 2017, 2018